# الشيخ شادي السليمان

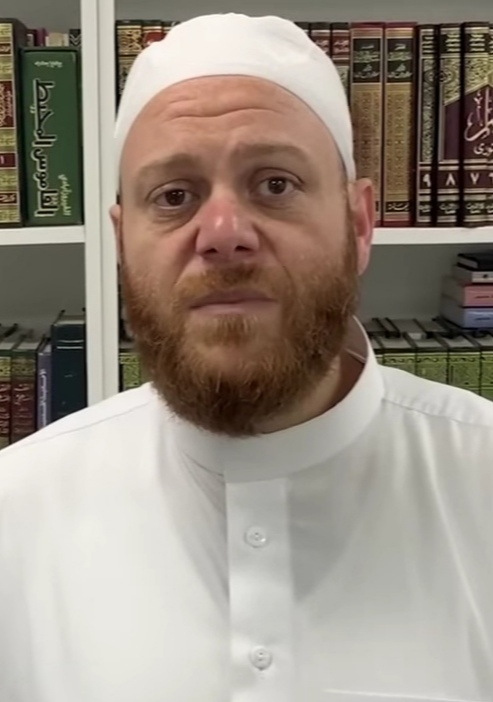
السليمان في عام 2020

شادي السليمان (ولد عام 1978 في سيدني أستراليا ) هو إمام مسلم ورئيس مجلس الأئمة الوطني الأسترالي والمسلمين المتحدين في أستراليا. وهو من عائلة فلسطينية هاجرت إلى أستراليا في أواخر ستينيات القرن الماضي. حصل في البداية على إجازة بالسند في حفظ القرآن الكريم كاملاً وسليماً من دار العلوم الحسينية في السند بباكستان . 
تم الاعتراف بالسليمان كواحد من أكثر 500 مسلم تأثيرًا في العالم.

## الخلفية
يعد السليمان مؤسس أحد أكبر مراكز الشباب في أستراليا المعروف باسم يو أم أيه في سيدني بالإضافة إلى كلية سيدني الإسلامية التي تقدم الدراسات الإسلامية للبالغين. كما شغل منصب أمين عام المجلس الوطني للأئمة الأستراليين (أيه أن أي سي) من عام 2006 إلى عام 2015. أعيد انتخابه رئيسًا في عام 2019.
وقد وصفت صحيفة فيرفاكس دبليو أيه تودي السليمان بأنه "مثير للجدل". ومع ذلك فقد وصفته صحيفة سيدني مورنينج هيرالد وهي صحيفة أخرى في فيرفاكس بأنه "معتدل". وقد تعرض لهجوم لفظي من قبل المتطرف البريطاني أبو حليمة بسبب بعض فتاواه.
أسس السليمان منظمة المسلمين المتحدين في أستراليا وفي عام 2016 انتُخب رئيسًا للمجلس الوطني للأئمة الأستراليين (أيه أن أي سي).
في أبريل/نيسان 2018 مُنع السليمان من دخول مملكة الدنمارك لمنعه من نشر آرائه هناك. كان هو الإضافة الرابعة عشر إلى قائمة الوعاظ الدينيين الأجانب الذين منعوا من الدخول من قبل وزارة الهجرة والتكامل.

## المشاهدات
في عام 2013 تحدث السليمان عن ما أسماه "شر المثلية الجنسية" وأدلى بتصريحات واسعة النطاق بشأن مرض فيروس نقص المناعة البشرية والإيدز. "
رفع السليمان دعوى تشهير ضد شركة نيوزكورب في عام 2017 بشأن مزاعم أنه دعا إلى رهاب المثلية الجنسية والكراهية تجاه النساء والأقليات. في عام 2018 أفادت التقارير أن السليمان قد فاز بالقضية وأُمرت شركة نيوزكورب بدفع التكاليف وإزالة المقالات التي تضمنت ادعاءات تشهيرية.
وقد وقع السليمان على رسالة للمجتمع الإسلامي تدين "جميع أشكال الترهيب والإساءة التي تستهدف النساء". وقد ظهر في مقاطع فيديو عبر الإنترنت تدعم الشريعة الإسلامية وتحترم المرأة.

## الخلافات
في فبراير/شباط 2009 طُرد صحفي من فيرفاكس من مسجد لاكيمبا أثناء فعالية حيث أفاد فيرفاكس لاحقاً أن أنور العولقي تحدث خلالها عبر رابط هاتفي. وقال مدير المسجد لصحفيي فيرفاكس إن السليمان كان مسؤولاً عن تنظيم فعاليات الشباب المسائية في وقت الخطبة.
في عام 2014 ألقى السليمان كلمة في أكاديمية بارك فيو وهي مدرسة ثانوية في برمنغهام بالمملكة المتحدة يزعم أنها كانت في مركز عملية حصان طروادة. قال السليمان للتلاميذ : "انصروا المسلمين في أفغانستان...وانصروا المجاهدين في كل أنحاء العالم. اللهم هيئنا للجهاد". وذكر تقرير لاحق صادر عن وزارة التعليم ووكالة تمويل التعليم (التعليم للجميع) أن هناك خرقًا للمعايير في المدرسة التي سمحت "للشيخ شادي السليمان المعروف بتمجيده للآراء المتطرفة (مثل رجم الزناة) بمخاطبة الطلاب". وذكرت إحدى الصحف أن سليمان تحدث فقط عن "إدارة الوقت".
في يونيو 2016 شارك السليمان في حفل إفطار في بيت كيريبيلي الذي استضافه رئيس الوزراء. وقال رئيس الوزراء إنه لم يكن ليدعو السليمان لو علم بموقفه بشأن المثليين جنسيا. وقال السليمان إنه لم يكن لديه آراء متطرفة معادية للمثليين. رفض مفتي أستراليا إبراهيم أبو محمد موقف مالكولم تيرنبول بشأن هذه القضية قائلاً إن الإسلام لديه موقف "قديم" بشأن المثلية الجنسية والذي "لا يمكن لأي شخص أن يغيره أبدًا". وقال إن أية محاولة لتشويه تعاليمها قد تؤدي إلى التطرف.